# Neumann M49

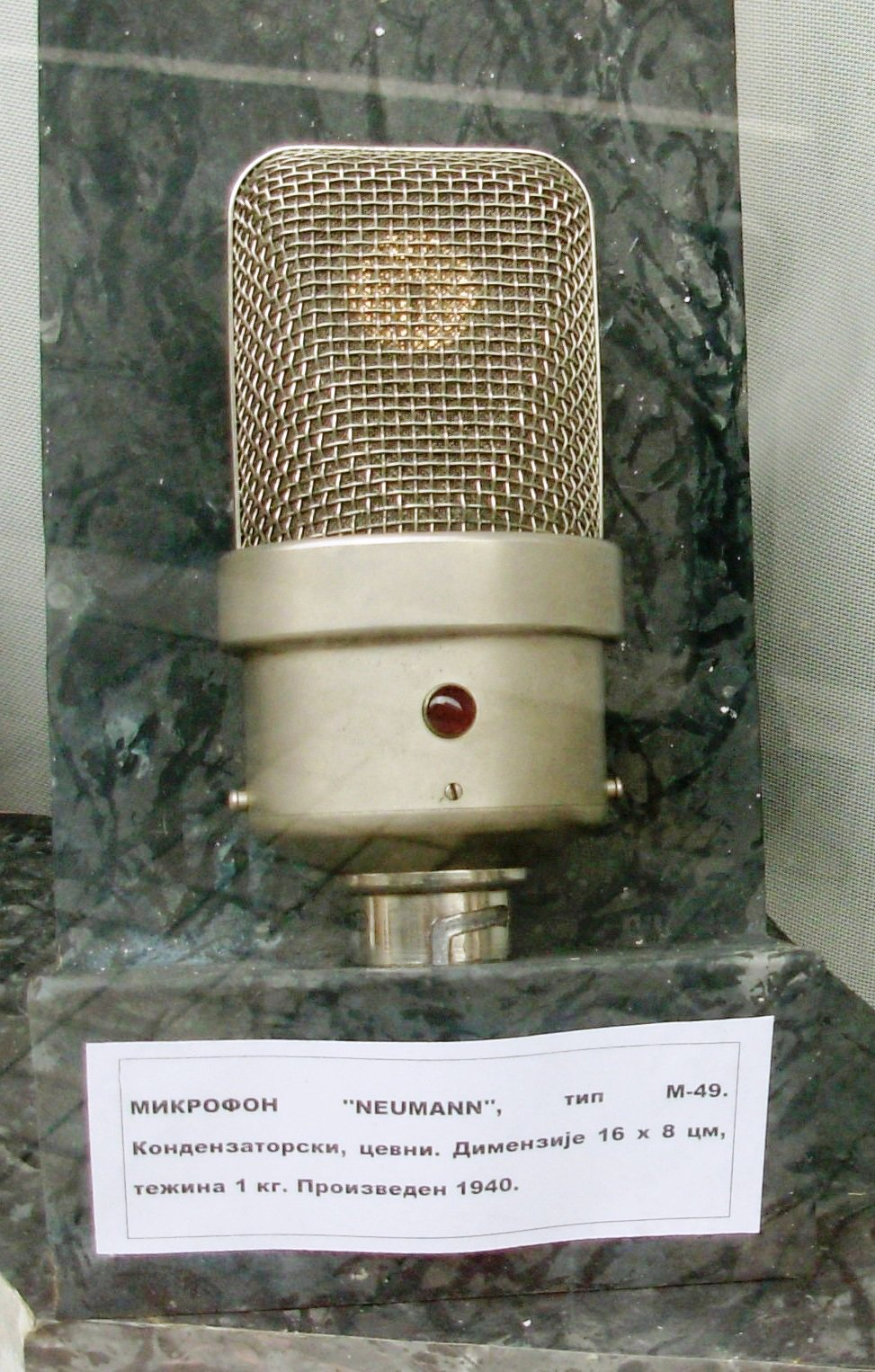
Neumann M49 (die angegebene Jahreszahl 1940 ist unzutreffend).

Amateur-Jazzfestival Zürich, 1962; André Berner

Das Neumann M49 ist ein Großmembran-Kondensatormikrofon des deutschen Herstellers Georg Neumann GmbH. Es war das erste Mikrofon mit fernsteuerbarer Richtcharakteristik.

## Entwicklung und Technik
Das M49 wurde im Zentrallabor des Nordwestdeutschen Rundfunk (NWDR) in Hamburg entwickelt. Zuerst trug es daher die Bezeichnung B-M49. Das B steht für „Britische Besatzungszone“, in der Hamburg damals lag. Anfangs wurde das Gehäuse aus blankem Aluminium gefertigt und die MSC2-Röhre des Hamburger Herstellers Hiller verwendet. Die Patenteinreichung erfolgte 1949, in den deutschen Funkhäusern wurde es aber erst 1952 eingeführt. Der NWDR suchte nach einem Auftragsfertiger aus der Industrie und vergab schließlich den Auftrag 1952 exklusiv an die neu gegründete Berliner Georg Neumann GmbH, da die historische Georg Neumann KG in der sowjetischen Besatzungszone (Gefell, Thüringen) lag. Neumann nutzte später die neu auf den Markt gekommene Mikrofonröhre AC701 von Telefunken. Das Neumann-Logo zierte erst in späteren Ausführungen die Frontseite. Die ersten bei Neumann in Berlin gefertigten M49 entsprachen noch weitgehend der NWDR-Ausführung, hatten aber stets ein vernickeltes Gehäuse. 
Die Kapsel in frühen M49 war die bereits 1932 von Neumann entwickelte M7-Kapsel. Schon vor dem Krieg entwickelte Herbert Großkopf die Idee, durch Änderung der Polarisationsspannungen an vorderer und hinterer Membran die Richtcharakteristik (Kugel. Niere etc.) umschalten zu können. In der Bajonettkapsel B-M15 vom NWDR Zentrallabor wurde dies erstmalig durch mechanisch-elektrische Umschaltung realisiert, indem man den Kopf der Kapsel drehte. Das Neumann U47 / U48 hatte für diesen Zweck einen Umschalter im Gehäuse. Beim B-M49 erfolgt diese Umschaltung jedoch erstmalig im Netzteil, wodurch die Richtcharakteristik damit fernumschaltbar wurde. Es handelte sich damit um das erste Mikrofon überhaupt mit fernsteuerbarer Richtcharakteristik. Erreicht wird dies durch zwei Rücken an Rücken montierte Membransysteme, deren Modulation in unterschiedlichen Phasenlagen addiert wird. Dieses stufenlose Fernsteuer-Potentiometer-System wurde von Großkopf beim NWDR entwickelt.
In den M49 aus der Neumann Serienproduktion wurde eine M7-Doppelmembran-Kapsel und später eine K49-Kapsel verbaut. Die Impedanzwandlung erfolgt mit einer Mikrofon-Spezialröhre (Hiller MSC2 oder Telefunken AC701 bzw. AC701k) in Triodenschaltung ohne Verstärkung. Die Auskopplung erfolgt über den BV-11-Ausgangsübertrager.
Im Juli 2022 kündigte die Georg Neumann GmbH eine limitierte Neuauflage als M 49 V an. Hierfür wurde die Produktion der K49 nach Jahrzehnten wieder aufgenommen. Statt eines Elektrolytkondensators wird nun ein gleichgroßer Folienkondensator genutzt. Das Mikrofon entspricht ansonsten exakt dem historischen Vorbild. Da die ursprüngliche Röhre nicht mehr lieferbar ist, verwendet Neumann hierfür eine sowjetische Subminiaturröhre aus angekauften Restbeständen alter Produktion. Dafür wurde ein neues Netzteil entwickelt, welches die verwendete Röhre automatisch erkennt und die Heizspannung entsprechend zwischen 4 Volt und ca. 6 Volt umschaltet. Unter Mikrofonspezialisten wird vermutet, dass Neumann die sowjetische Röhre 6S6B-V (6С6Б-В) nutzt, was Neumann jedoch bisher bestreitet.  
Aufgrund der verwendeten Mikrofonkapsel (Druckgradientenempfänger) ist beim Einsatz zu beachten, dass auch bei gewählter Kugelcharakteristik im Gegensatz zu reinen Kugelmikrofonen (Druckempfänger) ein Nahbesprechungseffekt auftritt.